# 小行星2199
小行星2199（2199 Klet）是一颗围绕太阳公转的小行星。1978年6月6日，安東寧·姆爾科斯在克列特发现了此天体。
該小行星以位於捷克的克萊季天文台命名。
这颗小行星的绝对星等为142.31178等。